# Segunda División de Lesoto
La Segunda División de Lesoto, oficialmente Lesotho A-Division es la segunda división de fútbol de Lesoto, fue creada en 1988 y es organizada por la Asociación de Fútbol de Lesoto.
La temporada se disputa desde agosto a mayo del año siguiente, participan un total de 36 equipos divididos en 2 grupos de 18 cada uno.
El campeón y el subcampeón asciende a la Primera División de Lesoto.

## Equipos 2020-21

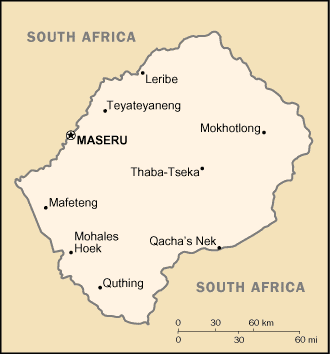
Lesoto.

### Grupo Norte
- Butha-Buthe Warriors FC
- Galaxy FC
- Ketane FC
- Lerotholi Polytechnic FC
- Lilemela FC
- Limkokwing University FC
- Lits'ilo FC
- Mzamane FC
- Sefothafotha Young Stars FC
- Sky Battalion FC

### Grupo Sur
- ACE Maseru FC
- CF Rydo
- Lithabaneng Golden FC
- Machokha FC
- Majantja FC
- Naughty Boys FC
- Qacha's Nek LMPS FC
- Qoaling Highlanders FC
- Quthing LMPS FC
- Roma Boys FC

## Palmarés
| Temporada | Campeón                 | Subcampeón             |
| --------- | ----------------------- | ---------------------- |
| 1988      | Quthing Flowers FC      | Qoaling Highlanders FC |
| 1989-92   | Desconocido             | Desconocido            |
| 1993      | Chelsea Maseru FC       | Maseru Pirates FC      |
| 1994-97   | Desconocido             | Desconocido            |
| 1998      | Bantu FC                |                        |
| 1999      | Manonyane FC            | Balefe FC              |
| 2000      | Desconocido             | Desconocido            |
| 2000-01   | Lioli FC                | Maradona Juniors FC    |
| 2001-04   | Desconocido             | Desconocido            |
| 2004-05   | Butha-Buthe Warriors FC | School Boys FC         |
| 2005-06   | Título no otorgado      | Título no otorgado     |
| 2006-07   | Título no otorgado      | Título no otorgado     |
| 2007-08   | Título no otorgado      | Título no otorgado     |
| 2008-09   | Título no otorgado      | Título no otorgado     |
| 2009-10   | Arsenal Maseru FC       | Naughty Boys FC        |
| 2010-11   | Qoaling Highlanders FC  |                        |
| 2011-12   | Nyenye Rovers FC        | Qoaling Highlanders FC |
| 2012-13   | Maduma FC               | Majantja FC            |
| 2013-14   | Kick4Life FC            | Qalo FC                |
| 2014-15   | Desconocido             | Desconocido            |
| 2015-16   | Butha-Buthe Warriors FC | Sky Battalion FC       |
| 2016-17   | Sefotha-fotha FC        | Majantja FC            |
| 2017-18   | Mazenod Swallows FC     | Galaxy Hlotse FC       |
| 2018-19   | Título no otorgado      | Título no otorgado     |
| 2019-20   | Torneo abandonado       | Torneo abandonado      |
| 2020-21   | Machocka FC             | Galaxy Hlotse FC       |
| 2021-22   | No realizado            | No realizado           |

## Títulos por club
| Club                    | Ciudad       | Campeón | Años campeón |
| ----------------------- | ------------ | ------- | ------------ |
| Butha-Buthe Warriors FC | Butha-Buthe  | 2       | 2005, 2016   |
| Quthing Flowers FC      | Quthing      | 1       | 1988         |
| Chelsea Maseru FC       | Maseru       | 1       | 1993         |
| Bantu FC                | Mafeteng     | 1       | 1998         |
| Manonyane FC            | Roma         | 1       | 1999         |
| Lioli FC                | Teyateyaneng | 1       | 2001         |
| Arsenal Maseru FC       | Maseru       | 1       | 2010         |
| Qoaling Highlanders FC  | Qoaling      | 1       | 2011         |
| Nyenye Rovers FC        | Hlotse       | 1       | 2012         |
| Maduma FC               | Khukhune     | 1       | 2013         |
| Kick4Life FC            | Maseru       | 1       | 2014         |
| Sefotha-fotha FC        | Maseru       | 1       | 2017         |
| Mazenod Swallows FC     | Mazenod      | 1       | 2018         |
| Machocka FC             | Maseru       | 1       | 2022         |